# Chemin de fer International de Malines à Terneuzen

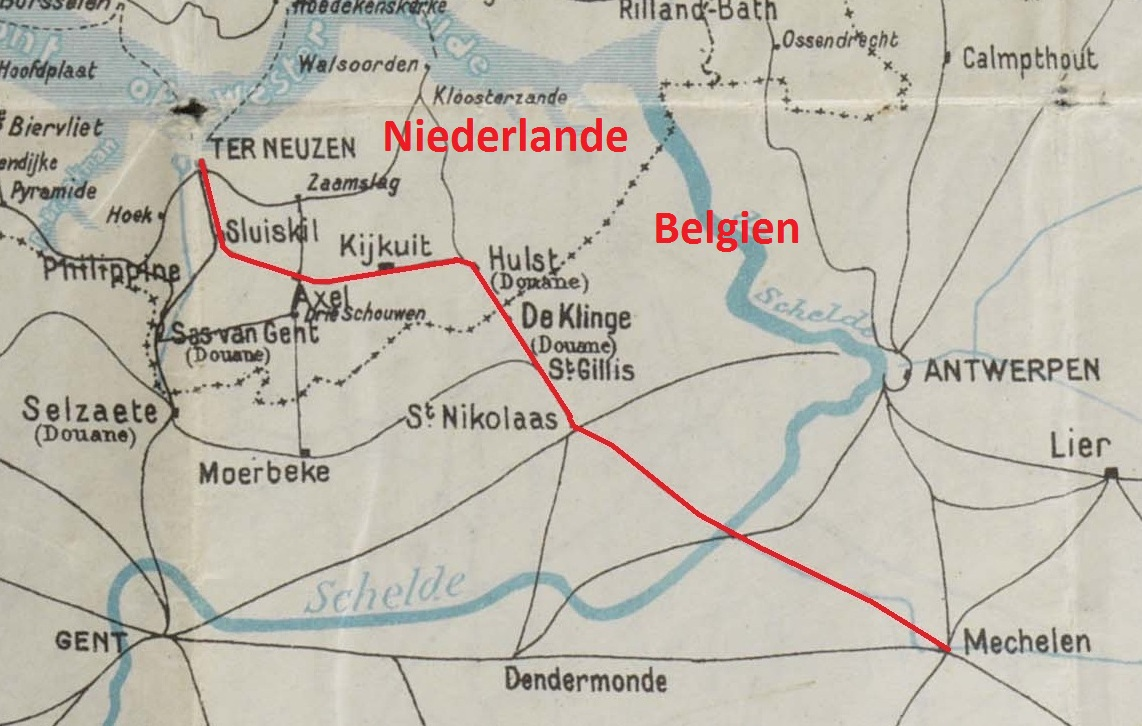
Hauptstrecke der MT

Die Chemin de fer International de Malines à Terneuzen (MT) war eine belgische Eisenbahngesellschaft mit Sitz in Sint-Niklaas, deren Streckennetz zum Teil in Belgien (43,9 km) und zum Teil in den Niederlanden (23,5 km) lag. Die Hauptstrecke wurde am 26. August 1871 eröffnet und verband das niederländische Terneuzen mit Malines (Niederländisch: Mechelen) in Belgien.

## Geschichte
Am 16. Juni 1868 erteilte der König der Belgier Leopold II. Theodore Janssens (Mitglied der Belgischen Abgeordnetenkammer), Auguste Wauters (Unternehmer), Henri Van Berchem (Mitglied des Antwerpener Provinzialrates) und dem Rechtsanwalt Guillaume d'Hanens die Konzession für den Bau einer Bahnstrecke zwischen Malines und der niederländischen Grenze bei Sint-Niklaas. Wenige Tage zuvor, am 10. Juni 1868, hatte bereits der damalige Innenminister der Niederlande die Genehmigung zum Bau und Betrieb einer Eisenbahnlinie von Terneuzen über Hulst bis zur belgischen Grenze erteilt.

### Bau und Betrieb

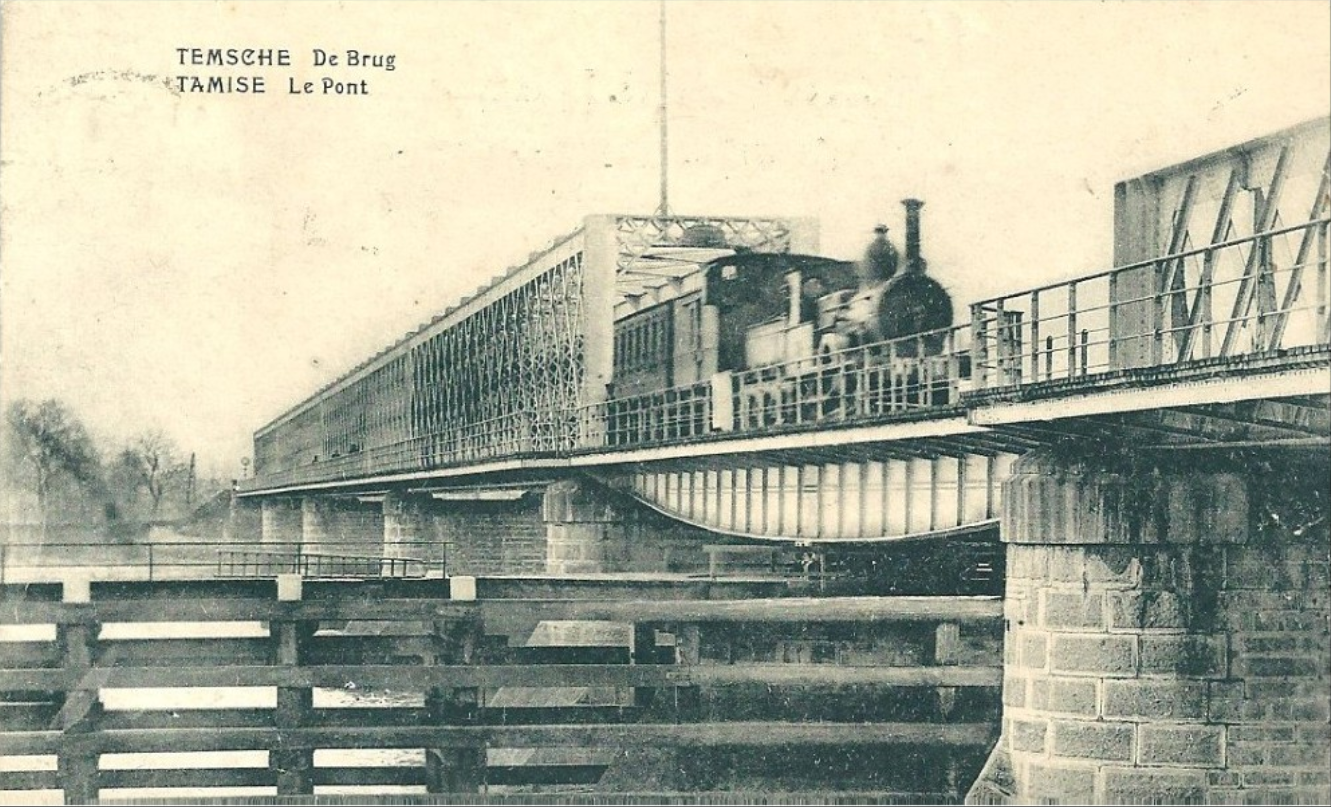
Brücke bei Temse

Am 27. August 1868 gründeten die vier Konzessionäre die Société Anonyme du Chemin de fer International de Malines à Terneuzen. Die Pläne sahen eine zweigleisige Strecke in der Normalspur vor, anfangs war jedoch nur der Bau einer eingleisigen Strecke möglich. Beim Erwerb von Grundstücken und beim Bau von Bauwerken wurde jedoch das zweite Gleis berücksichtigt und später wurde die Strecke nach und nach zweigleisig ausgebaut. Die Eröffnung des ersten Abschnitts von Malines bis Temse wurde am 28. Juli 1870 in Betrieb genommen. Am 30. November 1870 wurde Sint-Niklaas erreicht. Der Bau dieses 34 Kilometer langen Abschnitts erforderte den Bau zweier bedeutender Kunstwerke, der Willebroek-Brücke, die den Brüsseler Kanal überspannte, und in Temse die 343 m lange Brücke über die Schelde. Letztere wurde vom späteren Erbauer des Eiffelturms Gustave Eiffel entworfen und gebaut. Die feierliche Einweihung der kompletten Bahnstrecke Malines–Terneuzen fand am 26. August 1871 statt.
Ab Sluiskil bis Terneuzen nutzte man anfangs die zwei Jahre zuvor von der Chemin de fer de Gand à Terneuzen gebaute Strecke. Nach einigen Meinungsverschiedenheiten zwischen den beiden Unternehmen wurde die Strecke 1908 mit einem zweiten Gleis ausgestattet. Ein wichtiger Bahnhof war De Klinge, heute ein Ortsteil von Sint-Gillis-Waas, an der Grenze. Es entwickelte sich ein großer Komplex mit einem bewachten Bahnübergang, sieben Gleisen, Zollanlagen, einer Reparaturhalle und einer Quarantäne für das transportierte Vieh, mit Ställen und einem Wohnhaus für den Tierarzt.
Die Bahnstrecke, auch der Teil in den Niederlanden, wurden nach belgischen Richtlinien gebaut. Dies spiegelte sich in den Bahnhofsgebäuden, den Signalen und sogar der Uniform des Personals wider. Der Betrieb einer Eisenbahnstrecke durch eine ausländische private Gesellschaft war in den Niederlanden kein Problem, da die Strecke nicht mit dem übrigen niederländischen Eisenbahnnetz verbunden war.

### Expansion

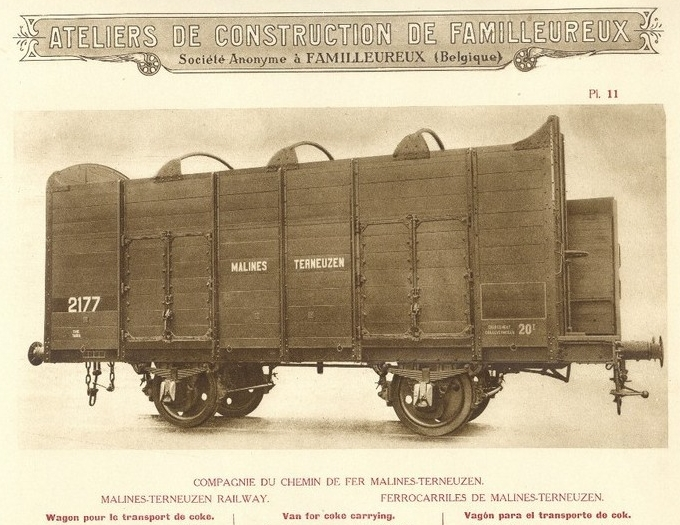
Offener Güterwagen für den Kokstransport

Die Eisenbahn erlebte ein bedeutendes Wachstum und unterstrich damit ihre große sozioökonomische Bedeutung für die Region. 1912 wurde in Sluiskil eine große Kokerei eröffnet. Der Koks gelangte per Bahn zu Stahlunternehmen in Luxemburg und Frankreich. Im Ersten Weltkrieg erlitt die Bahn schwere Schäden (insbesondere das rollende Material), sie funktionierte jedoch weiterhin und wurde vollständig restauriert. Die Gesellschaft wuchs weiter und war bis Ende der 1920er Jahre sehr erfolgreich. Nach dem Bau der Düngemittelfabrik Compagnie Néerlandaise de l’Azote in Sluiskil im Jahr 1929 folgte nochmals eine kurze Zeit der Expansion.

### Niedergang
Die Weltwirtschaftskrise führte zu einer Wende und der Zweite Weltkrieg und seine Folgen besiegelten das Schicksal der MT. Im Mai 1940 wurde die Temse-Brücke aus strategischen Gründen von belgischen und französischen Ingenieuren gesprengt. Von 1945 bis 1948 wurde die Strecke daher in drei getrennten Abschnitten betrieben. Die dunklen Nachkriegsjahre schränkten die finanziellen Mittel der MT ein und machten es ihr unmöglich, die zerstörten Brücken wieder aufzubauen. Am 19. Januar 1948 stellte die Gesellschaft ihre Tätigkeit ein. Zwei Tage später übernahm die Nationale Gesellschaft der Belgischen Eisenbahnen (SNCB) den Betrieb der Strecke in Belgien und die Niederländischen Staatsbahnen (NS) den Teil in den Niederlanden. Auch Personal und Fahrzeuge wurden von den beiden staatlichen Betrieben übernommen. Die MT wurde 1951 offiziell aufgelöst.

## Fahrzeuge

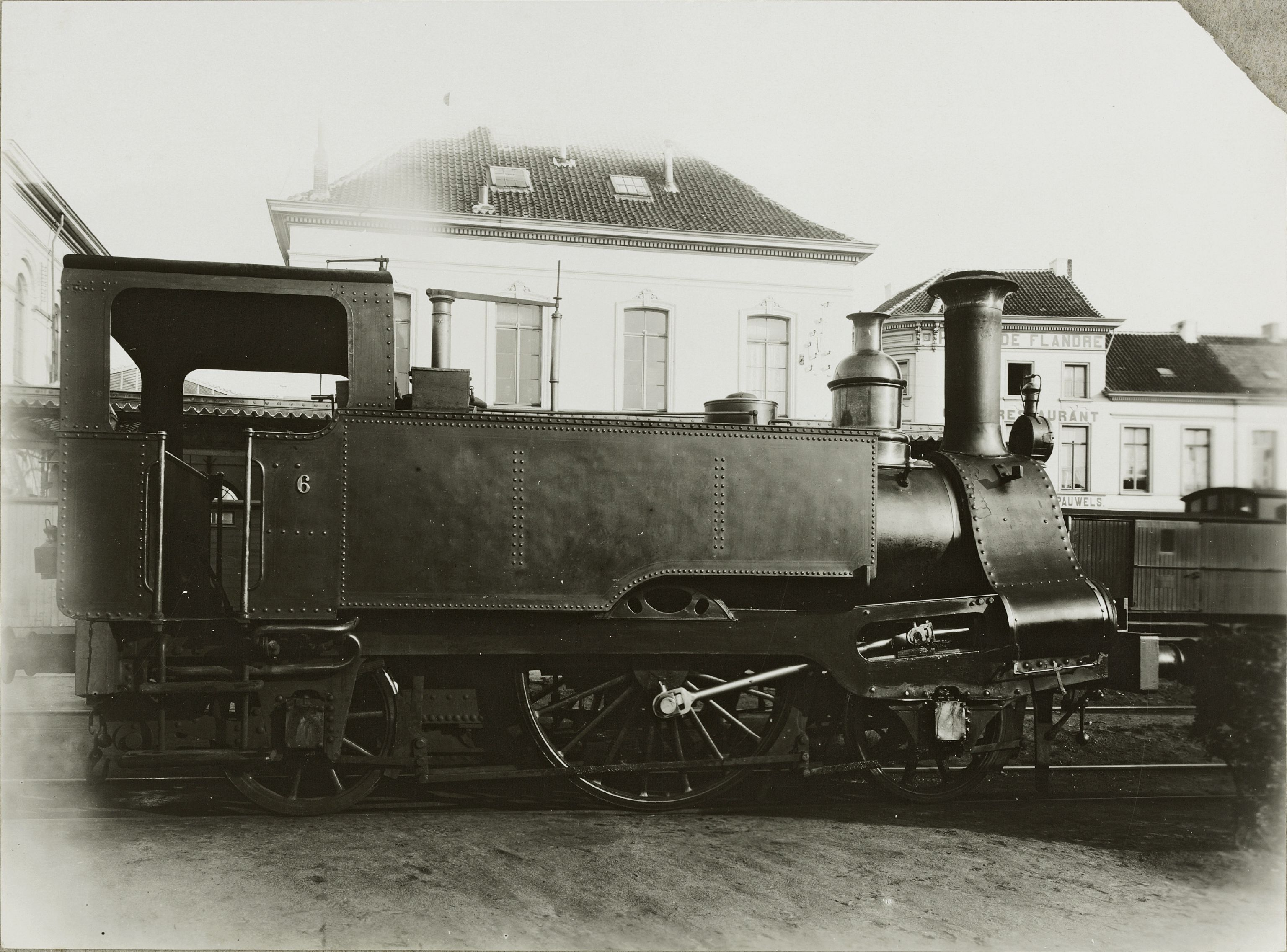
Lokomotive Nr. 6 in Sint-Niklaas, 1906 von der britischen LNWR gekauft

Die Gesellschaft kaufte die meisten Lokomotiven in Großbritannien, darunter vier Maschinen der Klasse DX der London and North Western Railway (LNWR). Bei Henschel & Sohn kaufte man 1911 drei Lokomotiven vom Typ Bismarck. Aber auch vier Maschinen der SNCB (EB-Reihe 30) kamen 1930 in den Bestand der MT. Weitere Dampfloks wurden von John Cockerill aus dem heimischen Belgien und den britischen Lokomotivfabriken Sharp, Stewart and Company und Beyer, Peacock & Co geliefert.
Am 1. Januar 1882 besaß die MT 13 Dampflokomotiven, 31 Personenwagen, 10 Gepäckwagen und 347 Güterwagen. Bis 1906 erhöhte sich der Bestand auf 20 Dampflokomotiven, 49 Personenwagen, 14 Gepäckwagen und 891 Güterwagen. 1936 waren es 23 Lokomotiven, 47 Personen- und 1543 Güterwagen. Als SNCB und NS im Januar 1948 die MT übernahmen, waren 22 Lokomotiven vorhanden, von denen noch 11 betriebsfähig waren.
Güterwagen waren eisengrau gestrichen und trugen eine weiße Beschriftung „Malines Terneuzen“. Irgendwann nach 1900 wurde die Farbgebung zu braunrot geändert. Ein 1905 gebauter gedeckter Viehwaggon ist erhalten geblieben und heute im Besitz des Museum Buurtspoorweg.

## Heutige Nutzung und Denkmal

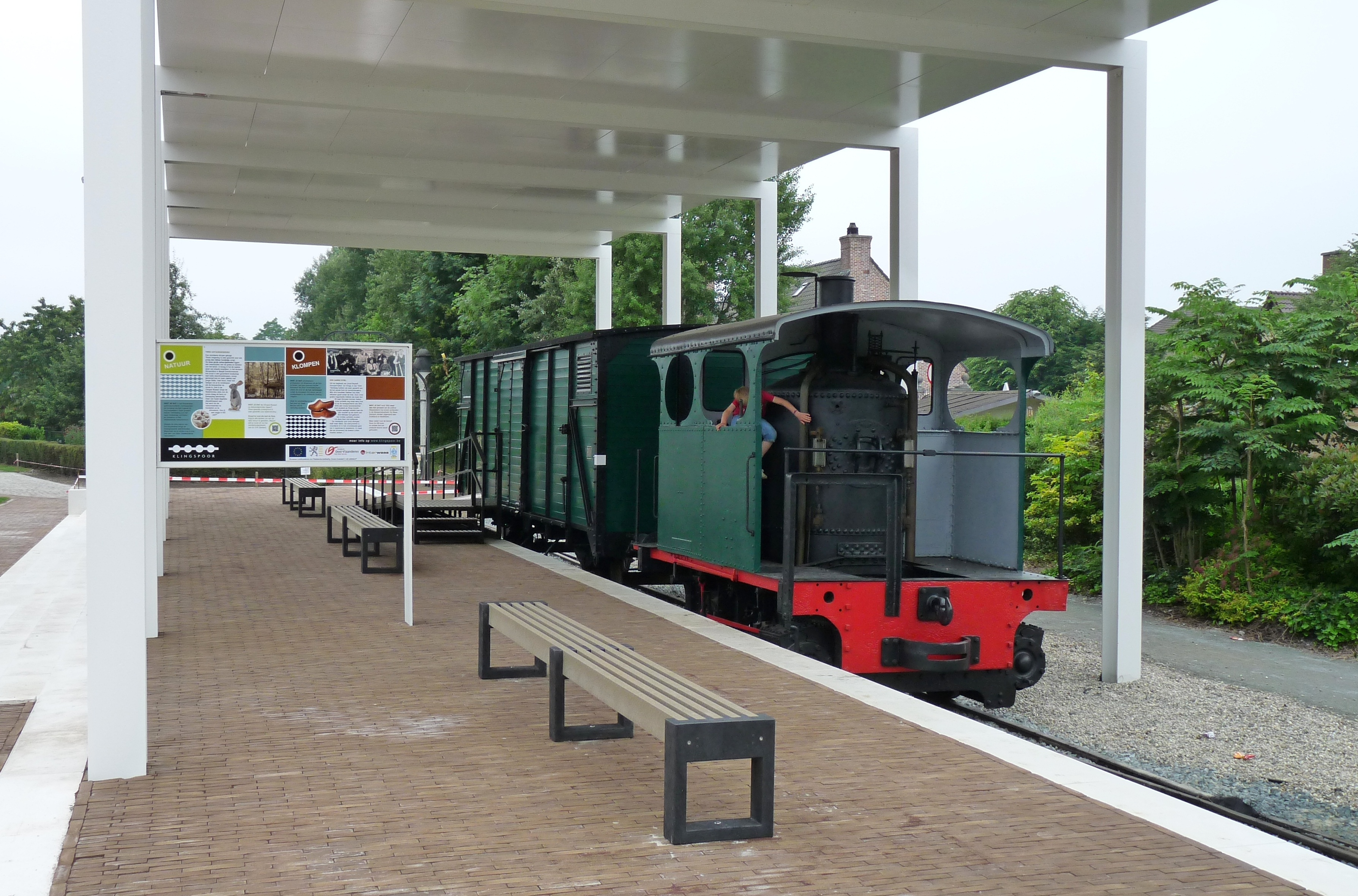
Denkmal in De Klinge

Die Strecke ist von Malines bis Sint-Niklaas eingleisig und elektrifiziert. Auf dem Abschnitt Sint-Niklaas–Terneuzen wurde der Personenverkehr bis 1952 eingestellt. Der Güterverkehr auf dem Abschnitt Sint-Niklaas–De Klinge an der Grenze zu den Niederlanden wurde im Oktober 1975 eingestellt. Auf der ehemaligen Trasse befindet sich heute der Radschnellweg F411. Der niederländische Teil der Strecke besteht teilweise noch als nicht elektrifizierte, überwiegend eingleisige Güterstrecke von Terneuzen zum Industriegebiet in Axel. Der Güterverkehr auf dem Abschnitt nach De Klinge wurde im Juli 1968 eingestellt. 
In der Nähe des früheren Grenzbahnhofs De Klinge wurde 2013 ein besonderes Denkmal errichtet: ein Stück Gleis mit einer erhaltenen von Cockerill gebauten Lokomotive und einem Güterwagen an einem Bahnsteig.